# Deus caritas est
Pour les articles homonymes, voir DCE et Caritas (homonymie).
Deus caritas est (DCE) est la première encyclique du pape Benoît XVI. Elle est datée du 25 décembre 2005 mais a été rendue publique le 25 janvier 2006. Son titre latin signifie « Dieu est amour » et vient de la Première Lettre de saint Jean : « Dieu est amour : celui qui demeure dans l’amour demeure en Dieu, et Dieu en lui » (1 Jn 4, 16). 
Cette encyclique fait partie d'une trilogie d'encycliques consacrée aux vertus théologales : Lumen fidei (sur la foi) et Spe salvi (sur l'espérance).

## Résumé
Benoît XVI a écrit cette encyclique afin d'expliquer le sens chrétien de la charité. Trop souvent, dit-il, le nom de Dieu est associé à la vengeance ou même au devoir de haine et de violence. Pour cette raison il désire parler de l'amour de Dieu que l'Église doit transmettre.

### Première partie: l'unité de l’amour dans la création et dans l’histoire du salut
La lettre établit une distinction et un rapprochement entre l'amour éros (ἔρως) et l'amour agapê (ἀγάπη). Le christianisme ne dévalorise pas le corps, comme Nietzsche l'a affirmé, il enseigne plutôt que corps et âme ne forment qu'une seule réalité.
L'eros est un amour ascendant et sensuel. L'agapê est un amour descendant et oblatif. En Occident, on a souvent opposé ces deux conceptions, en affirmant que l'une était grecque et l'autre chrétienne. En fait, la « fascination pour la grande promesse de bonheur » qui pousse vers l'eros devient par la suite une préoccupation pour le bonheur de l'autre dans l'agapê. 
L'homme ne peut pas vivre uniquement en éros, il doit aussi recevoir de l'agapê. La théologie du corps affirme que l'amour est une réalité unique. Or, si on détache l'eros de l'agapê, on ne conserve qu'une forme réductrice de l'amour. La foi biblique ne veut pas construire un monde à part des réalités humaines, mais plutôt accepter l'homme tel qu'il est en proposant une relation d'amour avec Dieu. 
Le logos, raison primordiale, ennoblit l'eros et le purifie dans l'agapê. Les expériences mystiques liées au Cantique des Cantiques sont un exemple dans la littérature religieuse du besoin de s'unir avec Dieu dans le même esprit. L'unité crée l'amour, qui peut être un commandement, car il est déjà donné.
D'autre part, l'eros de Dieu pour l'homme est entièrement agapê, car il est un amour gratuit et un amour qui pardonne. Dans l'Ancien Testament, le pardon de Dieu envers Israël est un signe annonciateur de la Passion. Les chrétiens deviennent un seul corps en participant à l'Eucharistie. Les relations entre hommes et femmes sont réciproques alors que seule l'Église est soumise au Christ dans les sacrements.
Benoît XVI conclut la première partie de l'encyclique en discutant le commandement qui nous enjoint d'aimer Dieu : comment aimer Dieu qui est invisible ? comment commander l'amour, qui n'est pas soumis à la volonté ? Il répond en repérant la divinité à travers ses manifestations et en décrivant l'amour de Dieu comme un « oui de notre volonté à celle de Dieu » qui inclut, bien au-delà du seul sentiment, la volonté et l'intelligence.

### Deuxième partie:Caritas— l’exercice de l’amour de la part de l’Église en tant que communauté de l’amour
La tâche de l'Église est triple : annonce de la Parole, célébration des sacrements et service de la charité (diaconie). La caritas-agapê dépasse les frontières de l'Église, famille de Dieu à travers le monde.
Benoît XVI rappelle que le service caritatif de l'Église a été critiqué par le marxisme au XIXe siècle. L'Église s'était déjà penchée sur le problème de l'injustice mais devait reconnaître qu'il se posait de manière nouvelle : Mgr Ketteler s'est ainsi engagé contre la pauvreté à Mayence dès 1863. Les encycliques Rerum novarum, Mater et magistra, Populorum progressio, Laborem exercens, Sollicitudo rei socialis et Centesimus annus ont toutes abordé la doctrine sociale de l'Église. 
La lettre précise les rapports entre l'Église et l'État. Si la politique a pour but d'assurer « l'ordre juste de la société et de l'État », la foi est une « force purificatrice pour la raison » : elle lui permet de mieux accomplir sa tâche. L'Église ne doit pas se mettre à la place de l'État pour édifier les structures d'une société plus juste, mais en retour l'État doit respecter la sphère de l'Église comme expression de la foi chrétienne.
L'activité caritative chrétienne doit être indépendante des idéologies politiques. Elle ne doit pas faire de prosélytisme mais elle doit plutôt chercher à rencontrer le Christ par l'agapê-caritas. Sans se réduire à de l'assistance sociale, elle apporte une réponse aux nécessités immédiates dans une situation donnée : rassasier les affamés, vêtir ceux qui n'ont pas de vêtements. Mais elle va au-delà, en apportant un soutien humain aux personnes en détresse. Face à la montée du sécularisme, la foi et en particulier la prière peuvent soutenir l'action en faveur des autres, comme le montre l'exemple de Mère Teresa à Calcutta.

### Conclusion
Le pape lance un appel à considérer les saints qui, dans le face-à-face avec Dieu, ont senti l'exigence de transformer leur vie vers l'exercice de la charité. Saint Martin est un modèle exemplaire de ce témoignage. Marie est sainte par excellence car elle ne veut qu'être la servante du Seigneur, comme dans le chant du Magnificat. Comme son prédécesseur Jean-Paul II, Benoît XVI conclut son encyclique sur une prière à la mère de Jésus.